# Quimiotaxonomía
Quimiotaxonomía (de química y taxonomía), también llamada Quimiosistemática, es el intento de clasificar e identificar organismos (originalmente plantas), de acuerdo a las diferencias demostrables y similitudes en sus composiciones bioquímicas. Los compuestos estudiados en la mayoría de los casos son en su mayoría proteínas, aminoácidos y péptidos. Son ejemplos de marcadores quimiotaxonómicos los fosfolípidos derivados de ácidos grasos y las enzimas.
Los E.G. en la familia Rutaceae se distinguen por la presencia de glándulas sebáceas. Las familias Asclepiadaceae y Apocynaceae pueden ser diferenciados sobre la base de la presencia de látex.
La quimiosistemática pueden ser vista como una ciencia híbrida que complementa los datos morfológicos disponibles para mejorar la sistemática de plantas.
John Griffith Vaughan fue uno de los pioneros de quimiotaxonomía y del uso de la bioquímica en los estudios taxonómicos. 
Los organismos vivos producen muchos tipos de productos naturales en cantidades variables, y muy a menudo las vías biosintéticas responsables de estos compuestos también difieren de un grupo taxonómico a otro. La distribución de estos compuestos y sus rutas biosintéticas se corresponden bien con los arreglos taxonómicos existentes sobre la base de criterios más tradicionales, como la morfología. En algunos casos, los datos químicos han contradicho las hipótesis existentes, lo que requiere un nuevo examen del problema o, de manera más positiva, los datos químicos han brindado información decisiva en situaciones en que otras formas de datos son suficientemente discriminatoria.
Los quimiotaxonomistas modernos a menudo dividen los productos naturales en dos grandes clases:
1. Micromoléculas:[1] Compuestos con un peso molecular de 1.000 o menos (como los alcaloides, terpenos, aminoácidos, ácidos grasos, pigmentos flavonoides y otros compuestos fenólicos, aceites de mostaza, y carbohidratos simples)
2. Macromoléculas:[2] Compuestos (a menudo polímeros) con un peso molecular de más de 1.000 (polisacáridos complejos, proteínas, ADN).

Un extracto bruto de una planta se puede separar en sus componentes individuales, especialmente en el caso de micromoléculas, mediante el uso de una o más técnicas de cromatografía, incluyendo papel, en capa fina, de gas, o la cromatografía líquida de alta presión. El cromatograma resultante proporciona una representación visual o característica "huella digital" de una especie de planta de la clase particular de compuestos en estudio.

### Autores
- Jeffrey Harborne
- John Griffith Vaughan

### Publicaciones
§ Los caracteres bioquímicos (por ejemplo, las secuencias de aminoácidos en la proteína de un organismo o composición ácido ascórbico en las aves) en la identificación taxonómica fueron  introducidos por primera vez por CANDOLLE in 1913.
§ La estructura enzimática de los organismos vivos también ayuda en la identificación de nuevas especies.